# Friedrich Materna
Pour les articles homonymes, voir Materna.
Friedrich Materna (21 juin 1885 à Hof en margraviat de Moravie — 11 novembre 1946 à Vienne en Autriche) est un General dans la Bundesheer dans les années 1930 et un General der Infanterie allemand au sein de la Heer dans la Wehrmacht pendant la Seconde Guerre mondiale.
Il a été récipiendaire de la Croix de chevalier de la Croix de fer. Cette décoration est attribuée en reconnaissance d'un acte d'une extrême bravoure ou d'un succès de commandement important du point de vue militaire.

## Biographie
Friedrich Materna est devenu un Generalmajor dans l'armée autrichienne (Bundesheer) en 1935, et a fait partie de la Landesverteidigung für Bundesministerium (Ministère fédéral de la Défense), dans laquelle il agit comme chef du Département de la formation.
Après l'Anschluss, il est incorporé dans la Wehrmacht, où de 1938 à 1940, il commande la 45. Infanterie-Division. Entre 1940 et 1942, il commande le XX. Armeekorps et de 1942 à 1943, le Wehrkreis XVIII.
Entre 1943 et 1944, il est tenu en réserve, et, en 1944, il se retire de l'armée.
Il décède le 11 novembre 1946 à Vienne.

## Promotions
- Fähnrich : 14 août 1904
- Leutnant : 1er novembre 1905
- Oberstleutnant : 1er janvier 1921
- Oberst : 1er juin 1929
- Generalmajor : été 1935
- Generalleutnant : 1er juin 1939
- General der Infanterie : 1er novembre 1940

## Décorations
- Croix de fer (1939)
  - 2e Classe
  - 1re Classe
- Croix allemande en Or (15 décembre 1942)
- Croix de chevalier de la Croix de fer
  - Croix de chevalier le 5 août 1940